# AFC Sudbury
AFC Sudbury (celým názvem: Amalgamated Football Club Sudbury) je anglický fotbalový klub, který sídlí ve městě Sudbury v nemetropolitním hrabství Suffolk. Založen byl v roce 1999 po fúzi klubů Sudbury Town FC a Sudbury Wanderers FC. Od sezóny 2018/19 hraje v Isthmian League North Division (8. nejvyšší soutěž). Klubové barvy jsou žlutá a modrá.
Své domácí zápasy odehrává na stadionu King's Marsh s kapacitou 2 500 diváků.

## Úspěchy v domácích pohárech
Zdroj: 
- FA Cup
  - 1. kolo: 2000/01
- FA Trophy
  - 2. kolo: 2016/17
- FA Vase
  - Finále: 2002/03, 2003/04, 2004/05

## Umístění v jednotlivých sezonách
Stručný přehled
Zdroj: 
- 1999–2006: Eastern Counties League (Premier Division)
- 2006–2008: Isthmian League (Division One North)
- 2008–2010: Southern Football League (Division One Midlands)
- 2010–2016: Isthmian League (Division One North)
- 2016–2017: Isthmian League (Premier Division)
- 2017–2018: Isthmian League (Division One North)
- 2018– : Isthmian League (North Division)

Jednotlivé ročníky
Zdroj: 
Legenda: Z – zápasy, V – výhry, R – remízy, P – porážky, VG – vstřelené góly, OG – obdržené góly, +/- – rozdíl skóre, B – body, červené podbarvení – sestup, zelené podbarvení – postup, fialové podbarvení – reorganizace, změna skupiny či soutěže
| Sezóny  | Liga                                             | Úroveň | Z  | V  | R  | P  | VG | OG | +/- | B   | Pozice |
| ------- | ------------------------------------------------ | ------ | -- | -- | -- | -- | -- | -- | --- | --- | ------ |
| 2009/10 | Southern Football League (Division One Midlands) | 8      | 42 | 13 | 12 | 17 | 55 | 54 | +1  | 51  | 14.    |
| 2010/11 | Isthmian League (Division One North)             | 8      | 40 | 18 | 12 | 10 | 82 | 64 | +18 | 66  | 7.     |
| 2011/12 | Isthmian League (Division One North)             | 8      | 42 | 20 | 9  | 13 | 65 | 58 | +7  | 69  | 8.     |
| 2012/13 | Isthmian League (Division One North)             | 8      | 42 | 12 | 9  | 21 | 57 | 84 | -27 | 45  | 17.    |
| 2013/14 | Isthmian League (Division One North)             | 8      | 46 | 21 | 13 | 12 | 76 | 63 | +13 | 76  | 10.    |
| 2014/15 | Isthmian League (Division One North)             | 8      | 46 | 28 | 6  | 12 | 89 | 51 | +38 | 90  | 3.     |
| 2015/16 | Isthmian League (Division One North)             | 8      | 46 | 33 | 6  | 7  | 90 | 49 | +41 | 105 | 1.     |
| 2016/17 | Isthmian League (Premier Division)               | 7      | 46 | 12 | 10 | 24 | 57 | 85 | -28 | 46  | 23.    |
| 2017/18 | Isthmian League (Division One North)             | 8      | 46 | 15 | 14 | 17 | 57 | 66 | -9  | 59  | 12.    |
| 2018/19 | Isthmian League (North Division)                 | 8      | 38 |    |    |    |    |    |     |     |        |